# Burdż ar-Rumman
Burdż ar-Rumman – wieś w Syrii, w muhafazie Aleppo. W 2004 roku liczyła 718 mieszkańców.